# Выжлятник
Выжлятник (от «выжлец» — гончий кобель, «выжлица» — гончая сука (выжловка)) — наёмный псовый охотник, приставленный к гончим собакам.
В знаменитом словаре В. И. Даля Выжля́тник — чин в псовой охоте, старший псарь, который водит стаю, напускает и сзывает её. Чин помощника выжлятника именовался захло́пщик.
Старший выжлятник назывался доезжачим, а у англичан называется пикер. Под непосредственным наблюдением его находилось всё гончее отделение псарного двора; он же воспитывал гончих собак и вываживал (дрессировал) их. Помощники доезжачего назывались подгонщиками или стаёшниками, и были они младшими выжлятниками.
Выжлятник сопровождал собак верхом на лошади во время проводки стаи и следил, чтобы они не разбегались в стороны, заставляя их следовать за собой. Когда стая гончих на охоте работала, постоянно следил за ними, всё время находясь в непосредственной близости. Если было надо, то отводил стаю от следа зверя или от самого зверя и принимал согнанного зверя на себя. Когда доезжающий сзывал стаю, подгонял гончих к нему, смыкал гончих, которые начали гнать зверя.